# Comuna Hrîhorivka, Novoukraiinka
Hrîhorivka (în ucraineană Григорівка) este o comună în raionul Novoukraiinka, regiunea Kirovohrad, Ucraina, formată din satele Hrîhorivka (reședința) și Karakazelivka.

## Demografie
Componența lingvistică a comunei Hrîhorivka
     Ucraineană (96,7%)
     Rusă (2,36%)
     Alte limbi (0,47%)
Conform recensământului din 2001, majoritatea populației comunei Hrîhorivka era vorbitoare de ucraineană (96,7%), existând în minoritate și vorbitori de rusă (2,36%).